# Kino in Afghanistan
Das Kino kam zu Beginn des 20. Jahrhunderts nach Afghanistan. Aufgrund der politischen Situation in Afghanistan konnte sich die Filmindustrie nicht mehr weiterentwickeln. Jedoch wurden im Laufe des 20. Jahrhunderts zahlreiche Pashto- und Dari-Filme sowohl innerhalb als auch außerhalb Afghanistans gedreht. Das afghanische Kino trat 2001 in eine neue Phase ein.

## Geschichte
Während der Herrschaft Emir Habibullah Khans von 1901 bis 1919 wurde der Film in Afghanistan eingeführt. Jedoch war dieser nur dem Königlichen Hof zugänglich.
Zwischen 1923 und 1924 zeigte der erste Projektor – „Magic Box“ oder „Mageek Lantan“ (magische Laterne) – der Öffentlichkeit den ersten Stummfilm in Paghman.
Der erste afghanische Film, Ishq Wa Dosti („Liebe und Freundschaft“), wurde 1946 produziert.
1968 wurde die Filmproduktionsfirma Afghan Film gegründet. Sie produzierten Dokumentarfilme und Nachrichtensendungen. Diese Beiträge wurden in den Kinos vor Spielfilmen gesendet, der erste Spielfilm, den Afghan Film mit afghanischen Künstlern in Kabul produzierte, war Manand-e oqab (Like an Eagle) aus dem Jahr 1964 mit Zahir Howaida und einem jungen Mädchen namens Najia.
Bald darauf drehte Afghan Film den dreiteiligen Episodenfilm Rozgaran (Everyday Lives), bestehend aus Talabgar (The Suitor), Qachaqbaran (Smugglers) und Hab-e Joma (Friday Night). Zwei weitere Filme aus derselben Zeit sind Village Tunes und Rozhai dushwar (Difficult Days). Alle Filme wurden in Schwarzweiß gedreht. Zu den Filmkünstlern dieser Zeit gehörten u. a. Khan Aqa Soroor, Abdul Qayum Besid, Rafeeq Saadiq, Azizullah Hadaf, Mashal Honaryar und Parvin Sanatgar.
Die ersten Farbfilme, die von  Afghan Film in den frühen 1980er Jahren produziert wurden, waren unter anderem Run Away (Faraar), Love Epic (Hamaasa e Ishg), Saboor Soldier (Saboor Sarbaaz), Ash (Khakestar), Last Wishes (Akharin Arezo) und Zugvögel (Paranda Mohajer). Diese Filme waren zwar  technisch nicht so versiert wie die aus dem Ausland, fanden jedoch bei den meisten Afghanen großen Anklang, weil sie ihr Leben widerspiegelten.
Das Kino war jedoch nur den Menschen vorbehalten, die in den Großzentren lebten.
In den späten 1960er und 1970er Jahren umfasste die sowjetische Unterstützung auch die Ausbildung der Studenten, sie boten z. B. Stipendien an.
Da Afghanistan jedoch über keine eigene  Filmakademie verfügte, mussten zukünftige Filmemacher an ihrem Arbeitsplatz ausgebildet werden.
Die Bürgerkriege der Neunziger Jahre waren der kreativen Arbeit nicht förderlich und viele Menschen, die zuvor in der afghanischen Filmindustrie tätig waren, flohen in den Iran oder nach Pakistan, wo sie Videos für die NGOs machen konnten.
Als die Taliban 1996 die Macht übernahmen, wurden Kinos angegriffen und viele Filme verbrannt. Die Taliban untersagten das Fernsehen und Filme, Kinos wurden geschlossen und entweder zu Teeläden oder Restaurants zweckentfremdet.
Habibullah Ali von Afghan Film versteckte Tausende Filme, die zum Teil in der Erde vergraben wurden, um ihre Zerstörung durch die Taliban zu verhindern. Teardrops war der erste Post-Taliban-Film im Jahr 2002 und der erste Film seit Oruj im Jahr 1995. Am 19. November 2001 öffnete Bakhtar als erstes Kino seine Türen wieder und hatte an diesem Tag tausende Besucher.